# 160 (število)
160 (stó šéstdeset) je naravno število, za katero velja 160 = 159 + 1 = 161 - 1.

## V matematiki
- sestavljeno število
- 160 = 2, 3, 5, 7, 11, 13, 17, 19, 23, 29, 31
- 160 = 2^3 + 3^3 + 5^3
- 160 je najmanjše število n, za katero ima enačba φ(x) = n natanko 12 rešitev. Rešitve enačbe so: 187, 205, 328, 352, 374, 400, 410, 440, 492, 528, 600, 660.
- Harshadovo število
- Zumkellerjevo število.